# Пименов, Евгений Васильевич
Евгений Васильевич Пи́менов (5 июля 1952 — 26 января 2021) — советский и российский учёный, член-корреспондент РАН (2008). Генерал-майор медицинской службы, доктор медицинских наук, профессор; ректор Вятского государственного университета (2005—2009), директор НИИ микробиологии Министерства обороны РФ (1991—2005). Заслуженный специалист Вооружённых Сил СССР. Лауреат Государственной премии СССР, премии Правительства Российской Федерации(1998) и Государственной премии Российской Федерации (2002).

## Биография
Родился 5 июля 1952 года в станице Красноармейской Краснодарского края в семье военного. В 1975 году окончил 2-й Московский Медицинский институт им. Н. И. Пирогова по специальности биофизика.
С 1975 года по 2005 проходил воинскую службу в должностях младшего научного сотрудника, офицера и старшего офицера отдела, старшего специалиста и начальника группы специалистов управления заместителя Министра обороны СССР по вооружению. В декабре 1991 года назначен на должность начальника НИИ микробиологии МО РФ в Кирове. Генерал-майор медицинской службы (1993 год). С 1993 года — по совместительству профессор, декан биологического факультета Вятского государственного университета. С 2005 года — ректор Вятского государственного университета. 7 октября 2009 года отстранён от должности ректора решением Рособразования из-за отзыва доступа к гостайне со стороны УФСБ по Кировской области. В ноябре 2009 года в Московский городской суд был подан иск с требованием признать увольнение незаконным. В апреле 2010 года в удовлетворении иска было отказано.

## Наука
Учениками Пименова защищено более 15 кандидатских и докторских диссертаций. Имеет более 100 научных трудов, 15 авторских свидетельств на изобретения и ряд патентов. Исследования Пименова относятся к области микробиологии, биотехнологии, биофизики. Им получены важные результаты теоретического и прикладного характера, связанные с проблемами диагностики, профилактики и лечения инфекционных заболеваний. На их основе впервые удалось создать технологии производства иммунобиологических препаратов медицинского и ветеринарного назначения.

## Заслуги и звания

### Заслуги
- Заслуженный специалист Вооружённых Сил СССР
- Лауреат Государственной премии СССР
- Лауреат премии Правительства Российской Федерации в области науки и техники (1998)[3]
- Лауреат Государственной премии Российской Федерации в области науки и техники (2002)[4]
- Кавалер ордена Почёта

### Звания
- Член-корреспондент Российской академии наук, отделение нанотехнологий и информационных технологий, специальность «Нанобиотехнология» (избран 29 мая 2008 г.)[5][6]
- Член Центрального правления общероссийского общества биотехнологов
- Член Президиума Межведомственного научного совета по санитарно-эпидемиологической охране территории РФ
- Вице-президент, академик Академии медико-технических наук
- Почётный доктор Московской государственной академии ветеринарной медицины и биотехнологии им. К. И. Скрябина
- Действительный член Международной Академии информатизации
- Член Российской академии естественных наук, руководитель Кировского областного отделения РАЕН
- Член рабочей группы при Правительстве Кировской области по разработке стратегии развития Кировской области на период до 2015 года